# اقتناص فضائي
الاقتناص الفضائي أو التنزيل العشوائي هي عملية اقتناص وتنزيل عشوائي لمجموعة كبيرة جدًا من الصور والبرامج وجميع أنواع الملفات من بعض الأقمار الصناعية التي توفر خدمة الإنترنت الفضائي عن طريق كرت الساتلايت وإحدى برامج الاقتناص مثل السكاي غرابر أو السكاي نت.

## برامج الاقتناص العشوائي
يوجد عدة برامج أهمها السكاي نت والسكاي غرابر ويمكن تحديد نوع الملف وحجم الملف المراد تنزيلهما فقط ولا يمكن تحديد الاسم.

برنامج سكاي نت

## أدوات الاقتناص العشوائي
لاجراء عملية الاقتناص يجب توفر جهاز حاسوب وكرت الساتلايت ودش موجه لأحد الأقمار المتوفر بها قنوات الداتا.

## ـقمار الاقتناص العشوائي ومحطات الداتا
من أهم اقمار الاقتناص يوتلسات w3 7.0 ويوتلسات 10.0 ويوتلسات 21.0

## مخاطر الاقتناص
بالإضافة لتنزيل الملفات يحمل أيضا عدد كبير جدًا من الفيروسات مما يشكل خطرًا على الحاسوب,وأيضًا المحتويات الإباحية من أجل تجنبها ينصح بتنقيح الملفات وإزالة علامة صح على كل من صيغ الصور والفيديوهات.